# مورتبارها
مورتبارها (نام علمی: Formicini) نام یک تبار از زیرخانواده موریان است.